# 瑟爾尼察市鎮

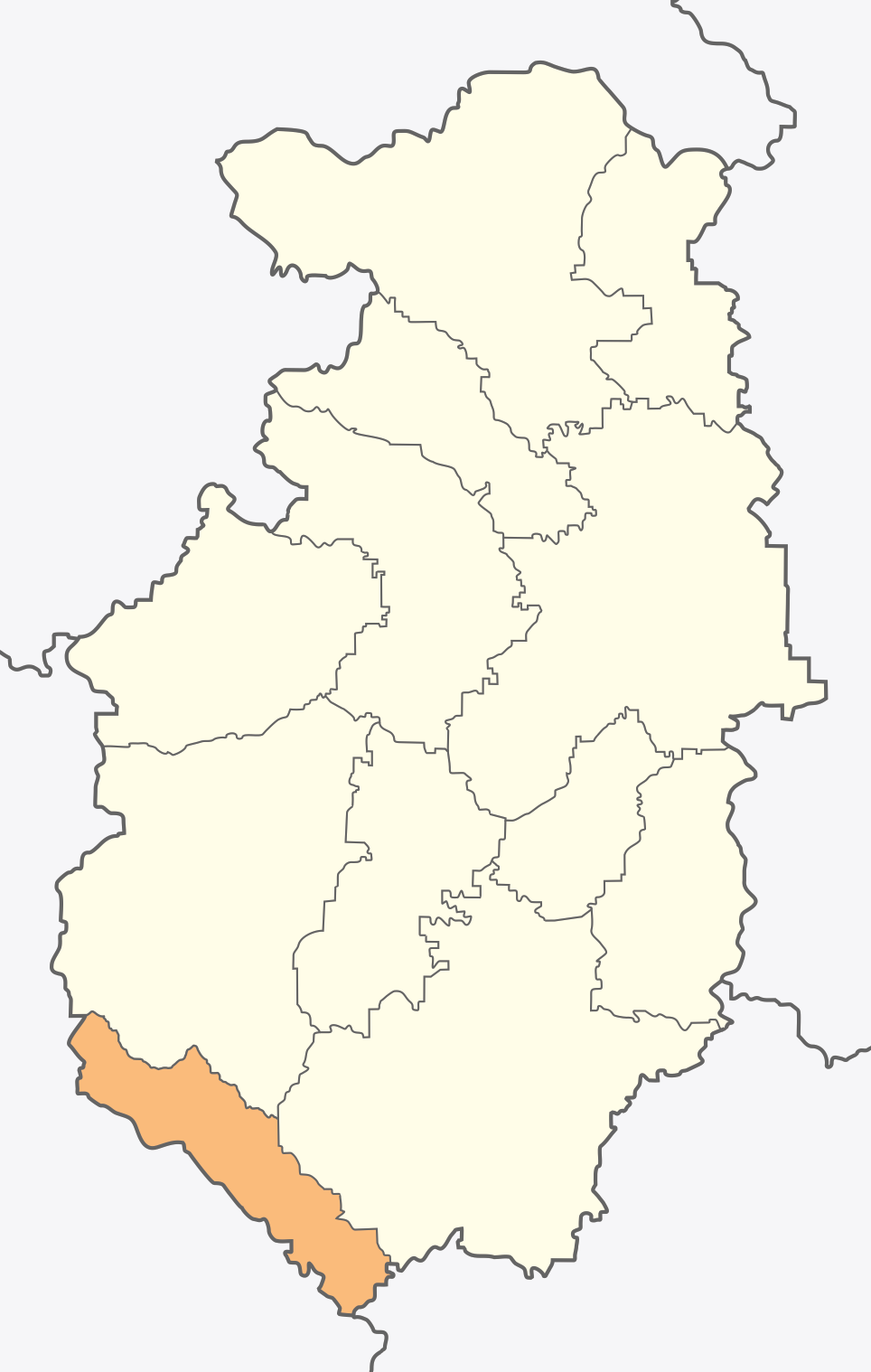

瑟爾尼察市，是保加利亞的城鎮，位於該國西南部，由帕扎爾吉克州負責管轄，首府設於瑟爾尼察，面積192.59平方公里，2015年人口4,952，人口密度每平方公里25.71人。